# Lockwood (Montana)
Lockwood is een plaats (census-designated place) in de Amerikaanse staat Montana, en valt bestuurlijk gezien onder Yellowstone County.

## Demografie
Bij de volkstelling in 2000 werd het aantal inwoners vastgesteld op 4306.

## Geografie
Volgens het United States Census Bureau beslaat de plaats een oppervlakte van
20,4 km², waarvan 19,3 km² land en 1,1 km² water.

## Plaatsen in de nabije omgeving
De onderstaande figuur toont nabijgelegen plaatsen in een straal van 28 km rond Lockwood.